# کریستیان سدره
کریستیان سدره (انگلیسی: Cristian Cedrés؛ زادهٔ ۲۴ ژانویهٔ ۱۹۹۶) بازیکن فوتبال اهل اسپانیا است.
وی همچنین در تیم‌های ملی فوتبال زیر ۱۷ سال اسپانیا و زیر ۱۹ سال اسپانیا بازی کرده‌است.